# Евразийская патентная система
Евразийская патентная система предоставляет возможность защитить права на изобретения на основе единого евразийского патента, действующего на территории 9 государств-участников Евразийской патентной конвенции (ЕАПК) — Туркменистана, Республики Беларусь, Республики Таджикистан, Российской Федерации, Республики Казахстан, Азербайджанской Республики, Кыргызской Республики, Республики Молдова и Республики Армения. Евразийские патенты выдаются на изобретения, создаваемые во всех сферах научно-технической и экономической деятельности.
Право представительства перед Евразийским патентным ведомством имеют евразийские патентные поверенные.

## История создания евразийской патентной системы
Соглашение о мерах по охране промышленной собственности и создании Межгосударственного совета по вопросам охраны промышленной собственности было принято на заседании Совета глав правительств 12 марта 1993 года в Москве. В течение полугода Межгосударственный совет разрабатывал проект и в сентябре принял его в Ужгороде.
12 августа 1995 года Евразийская патентная конвенция вступила в силу, когда её подписали главы правительств Азербайджанской Республики, Республики Армения, Республики Беларусь, Республики Грузии, Республики Казахстан, Кыргызской Республики, Республики Молдова, Российской Федерации, Республики Таджикистан и Украины. К сожалению, до сих пор Евразийскую патентную конвенцию не ратифицировали Республика Грузия и Украина.
Для выполнения задач, связанных с функционированием Евразийской патентной системы и выдачи евразийских патентов, была учреждена Евразийская патентная организация (ЕАПО), исполнительным органом которой является Евразийское патентное ведомство (ЕАПВ). Первым Президентом Евразийского патентного ведомства стал один из признанных лидеров патентной интеграции Виктор Иванович Блинников (21.05.1941 — 17.10.2003 года).
С 2004 г. Евразийское патентное ведомство возглавляет Александр Николаевич Григорьев один из инициаторов и ведущих участников разработки Евразийской патентной конвенции и создания Евразийской патентной организации.
В 2010 г. создано объединение евразийских патентных поверенных — Международная общественная организация «Совет Евразийских Патентных Поверенных», которая имеет представительства в Республике Беларусь, в Республике Казахстан и в Республике Молдова. Организация создана для того, чтобы способствовать популяризации и развитию евразийского патента.
Пользователями Евразийской патентной системы являются заявители более чем из 80 стран мира.

## Особенности подготовки, подачи и рассмотрения Евразийской заявки
- Для получения евразийского патента, действующего на территории одной или нескольких стран-участниц ЕАПК, подается одна евразийская заявка.
- Евразийская заявка может быть подана на любом языке мира с последующим предоставлением перевода на рабочий язык (русский).
- Евразийский патент может быть получен на основе международной заявки, поданной по процедуре Договора о патентной кооперации (РСТ).
- Условия патентоспособности изобретения по евразийскому законодательству соответствуют положениям РСТ, Европейской патентной конвенции (ЕПК) и законодательств развитых стран мира.
- Евразийской заявка может быть подана как на бумажном носителе, так и в электронном виде.
- ЕАПВ выполняет функции получающего, указанного и выбранного ведомств в соответствии с РСТ.

ЕАПВ проводит патентный поиск международного типа и экспертизу по существу, обеспечивающие надежность евразийского патента. Для удобства заявителя ходатайство о проведении экспертизы по существу может быть подано в течение 6 месяцев с даты публикации отчета о патентном поиске.
После выдачи евразийского патента предоставляется возможность:
- выбора стран-участниц ЕАПК, в отношении которых евразийский патент будет поддерживаться в силе;
- восстановления прав на евразийский патент, прекративший своё действие в связи с неуплатой пошлины за его поддержание в силе;
- продления срока действия евразийского патента в отношении отдельных категорий изобретений.

Для заявителей из государств-участников ЕАПК пошлины за все юридически значимые действия снижены на 90 %.
От момента публикации евразийского патента и до уплаты первой годовой пошлины за его поддержание в силе патентовладельцу предоставляется исключительное право на изобретение во всех государствах-участниках.
Уплата пошлин, связанных с получением и ежегодным поддержанием в силе евразийского патента, производится в одно ведомство — ЕАПВ, в рублях, долларах или евро по выбору патентообладателя.